# Säröloppet
Säröloppet var ett cykellopp 1922-1972 och Sveriges första tempotävling. Sträckan var: Mölndal-Västra Frölunda smedja-Billdal-Särö-Kungsbacka-Lindome-Mölndal. Loppet arrangerades av en av de äldsta cykelklubbarna i distriktet, Mölndals Cykelklubb (MCK). Klubben bildades den 13 mars 1922 av 19 cykelintresserade pojkar, och den första ordföranden var biografägaren i Mölndal, Paul Lindberg.
År 1922 kördes det första Säröloppet, då som en ren klubbtävling. Eftersom loppet redan från start blev populärt, beslöts att försöka göra tävlingen nationell. Efter att Svenska Velocipedförbundet på våren 1923 beviljat tillstånd för nationell tävling, satte förberedelserna för tävlingen igång. Bland annat tävlades det om ett vandringspris under många år. Det skulle erövras tre gånger utan ordningsföljd, och blev därför mycket åtråvärt.
Säröloppets suverän var Arvid Adamsson från Göteborg, som vann loppet nio gånger av tio starter. Dansken Eluf Dahlgaard blev den första utländske segraren 1955. År 1966 vanns tävlingen av Fåglumbrodern Sture Pettersson, och 1969 vann dennes bror Gösta på rekordtiden 1.09,03,4. Med tiden på 1.14,31,0 vanns det sista loppet 1972 av Lars Ohlsson från Svanesund. Länsstyrelsen lämnade därefter inte längre tillstånd för tävlingen, eftersom trafiken blivit för omfattande på vägarna.